# Comuna Hrvace, Split-Dalmația
Hrvace este o comună în cantonul Split-Dalmația, Croația, având o populație de 3.617 locuitori (2011).

## Demografie
Componența etnică a comunei Hrvace
     Croați (98,23%)
     Sârbi (1,47%)
     Necunoscut (0,3%)
     Neclasificat (0%)
Componența confesională a comunei Hrvace
     Catolici (96,63%)
     Ortodocși (1,85%)
     Necunoscută (0,5%)
     Alte religii (1,02%)
Conform recensământului din 2011, comuna Hrvace avea 3.617 locuitori. Din punct de vedere etnic, majoritatea locuitorilor (98,23%) erau croați, cu o minoritate de sârbi (1,47%). Apartenența etnică nu este cunoscută în cazul a 0,3% din locuitori. Din punct de vedere confesional, majoritatea locuitorilor (96,63%) erau catolici, cu o minoritate de ortodocși (1,85%). Pentru 0,5% din locuitori nu este cunoscută apartenența confesională.